# Vasl (série de TV)
Vasl (وصَل) é uma série dramática paquistanesa de 2010 que foi transmitida pela primeira vez na Hum TV em 2 de março de 2010. É dirigido por Mehreen Jabbar e escrito por Samira Fazal. Produzida por Momina Duraid, a série segue a luta de uma mãe que quer se reunir com seus filhos porque seu marido se divorciou dela.

## Elenco

### Principal
- Ayesha Khan como Hina
- Juggan Kazim como Marina
- Ahsan Khan como Adeel
- Adnan Siddiqui como Hashim
- Faisal Rehman como Salman
- Tooba Siddiqui como Kamla

### Recorrente
- Ayesha Khan como Saima
- Badar Khalil
- Shehryar Zaidi
- Shahood Alvi
- Salma Hassan
- Eshita Mehboob
- Zarmala Gilani
- Imran Abbas como Nabeel (Cameo)

## Transmitir e liberar
A série estreou originalmente na Hum TV de 2 de março de 2010 a 10 de junho de 2010.
O show também foi transmitido na Índia em Zindagi com estreia em 2 de maio de 2016.
A série foi disponibilizada no iflix em 2017, mas posteriormente retirada e, a partir de meados de 2020, o programa está disponível para streaming na plataforma OTT indiana ZEE5.